# Maria Germana Rocha
Maria Germana de Sousa Rocha (8 de junho de 1968) é uma jurista, deputada e política portuguesa. Ela é deputada à Assembleia da República na XIV legislatura pelo Partido Social Democrata. Tem uma licenciatura em Direito.